# امریکن ایرلاینز

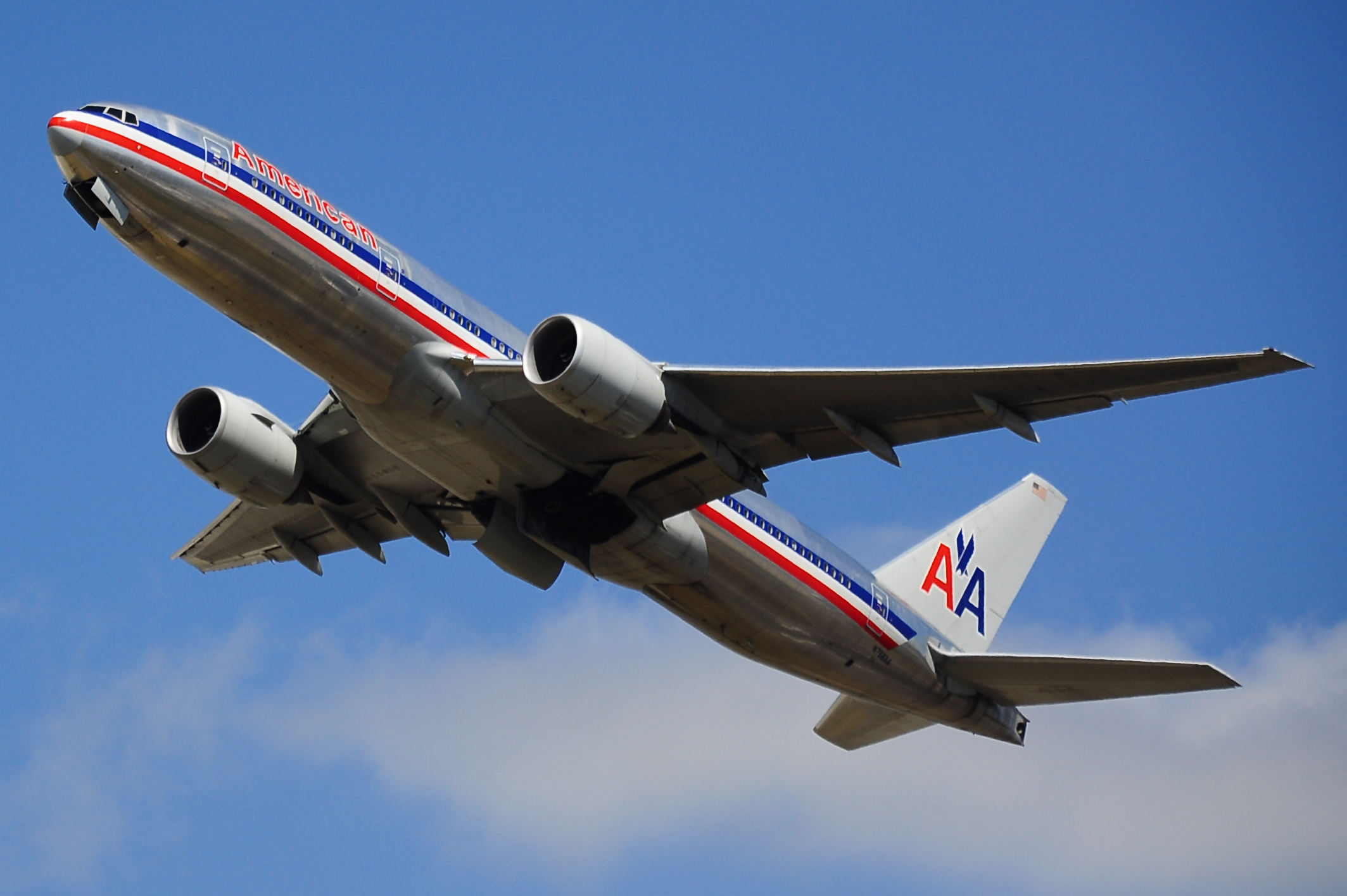
یک فروند بوئینگ ۷۷۷ متعلق به امریکن ایرلاینز

اَمَریکن ایرلاینز (به انگلیسی: American Airlines) یک شرکت هواپیمایی آمریکایی است که با در اختیار داشتن ۹۷۰ فروند هواپیما به‌عنوان بزرگترین شرکت هواپیمایی جهان شناخته می‌شود. این شرکت همچنین از لحاظ میزان درآمد سالیانه و انتقال مسافر نیز در رتبه نخست شرکت‌های هواپیمایی جهان جای دارد. شمار ناوگان این شرکت با احتساب شرکت‌های هواپیمایی کوچک زیرمجموعه امریکن ایرلاینز به ۱۷۸۹ فروند می‌رسد.
این شرکت در سال ۱۹۳۰ با نام امریکن ایرویز فعالیتش را آغاز نمود و تا سال ۲۰۱۱ به‌عنوان زیرمجموعه شرکت ای‌‌ام‌آر کورپوریشن فعالیت می‌کرد و در ماه نوامبر این سال، ای‌ام‌آر کورپوریشن اعلام ورشکستگی نمود. سپس در ماه فوریه ۲۰۱۳ امریکن ایرلاینز با یواس ایرویز ادغام شدند.
امریکن ایرلاینز اکنون روزانه به ۳۵۳ مقصد، واقع در آمریکای شمالی، اروپا، اقیانوسیه، کارائیب و آمریکای جنوبی پروازهای مستقیم دارد.
شرکت امریکن ایرلاینز در سال ۲۰۱۳ بیش از ۱۹۳٫۷ میلیون مسافر را منتقل نموده‌است، که از این لحاظ یک رکود در تاریخ خطوط هواپیمایی به‌حساب می‌آید.
دفتر مرکزی این شرکت در شهر فورت وورث، تگزاس قرار دارد و فرودگاه بین‌المللی دالاس-فورت ورث، فرودگاه بین‌المللی جان اف کندی، فرودگاه بین‌المللی لس‌آنجلس، فرودگاه بین‌المللی میامی و فرودگاه بین‌المللی اوهر شیکاگو، قطب‌های این شرکت هواپیمایی به‌شمار می‌آیند.

## نگارخانه

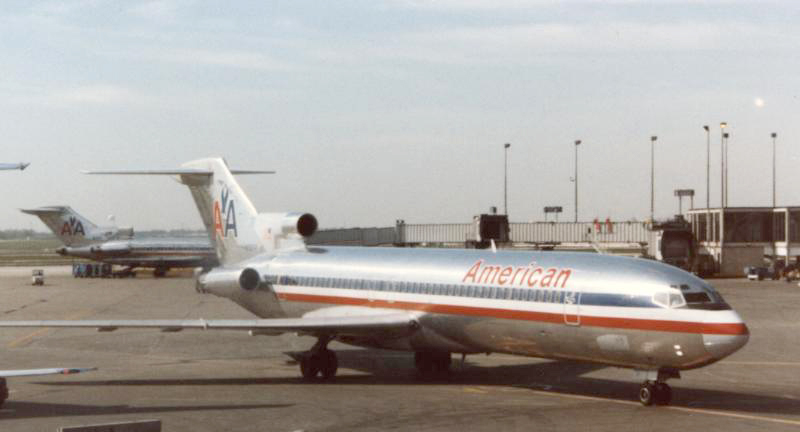
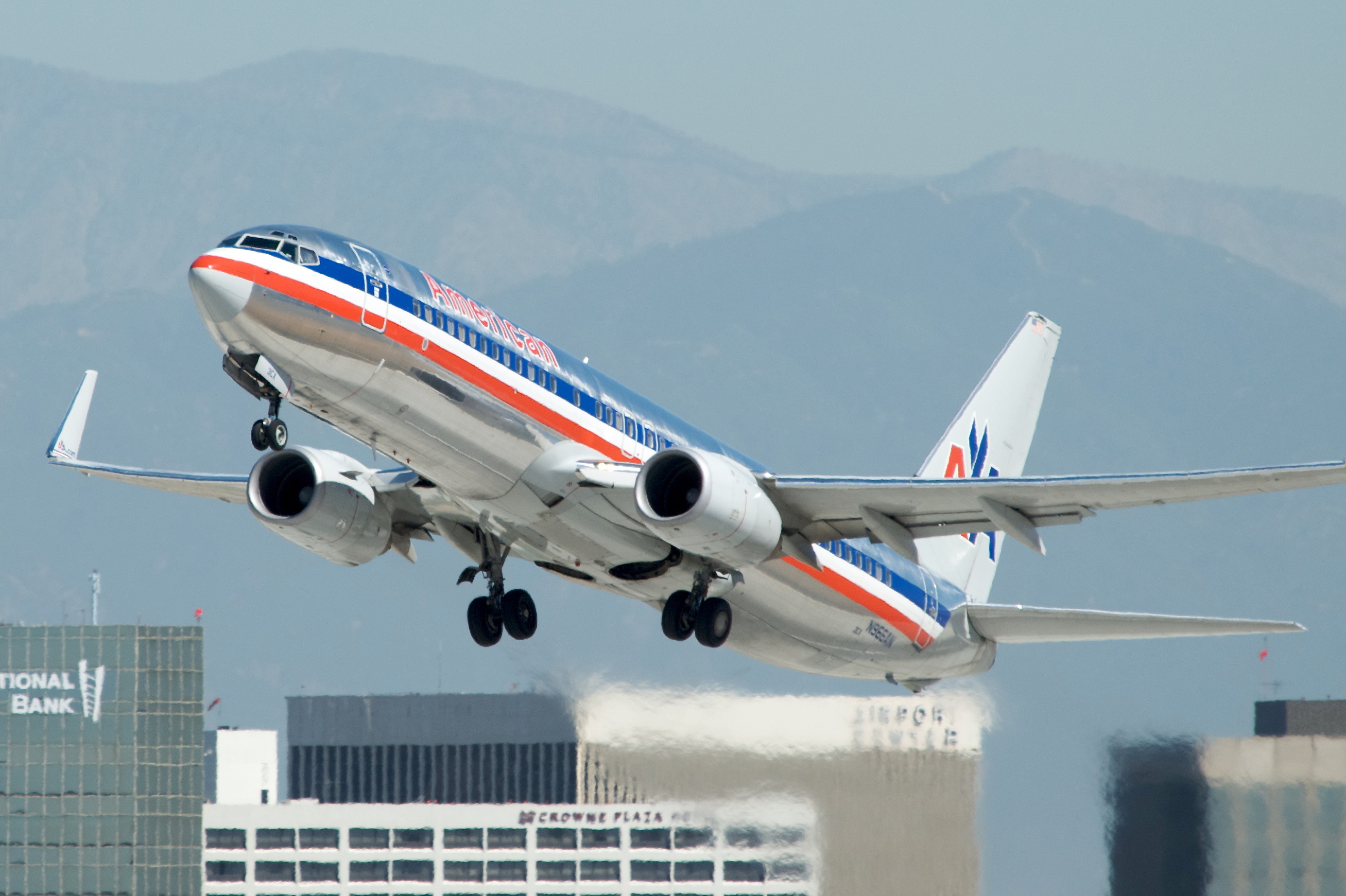
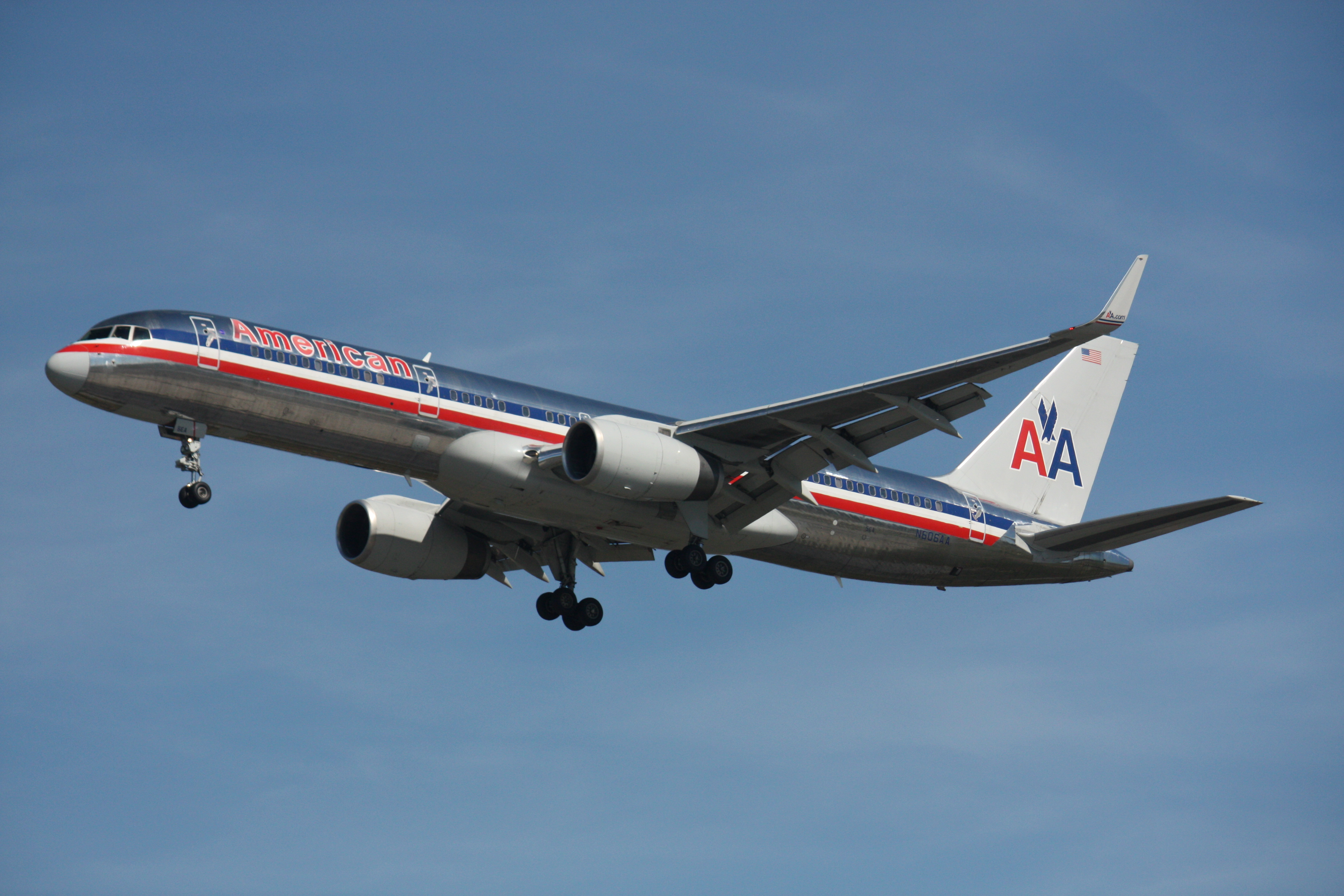
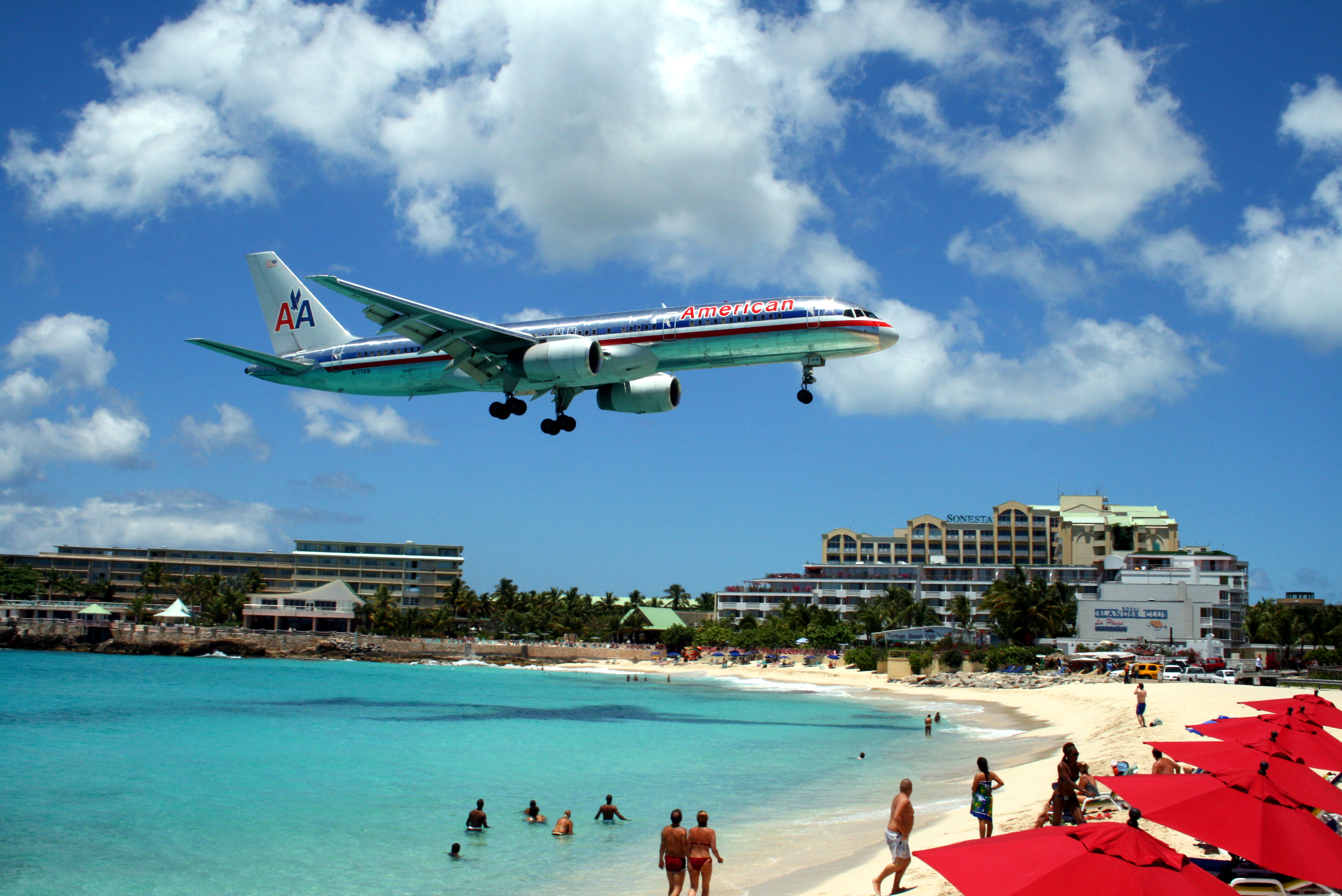
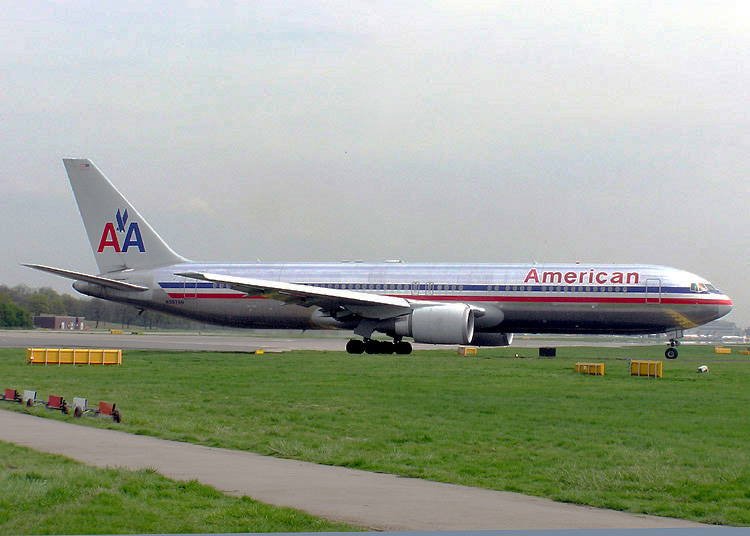
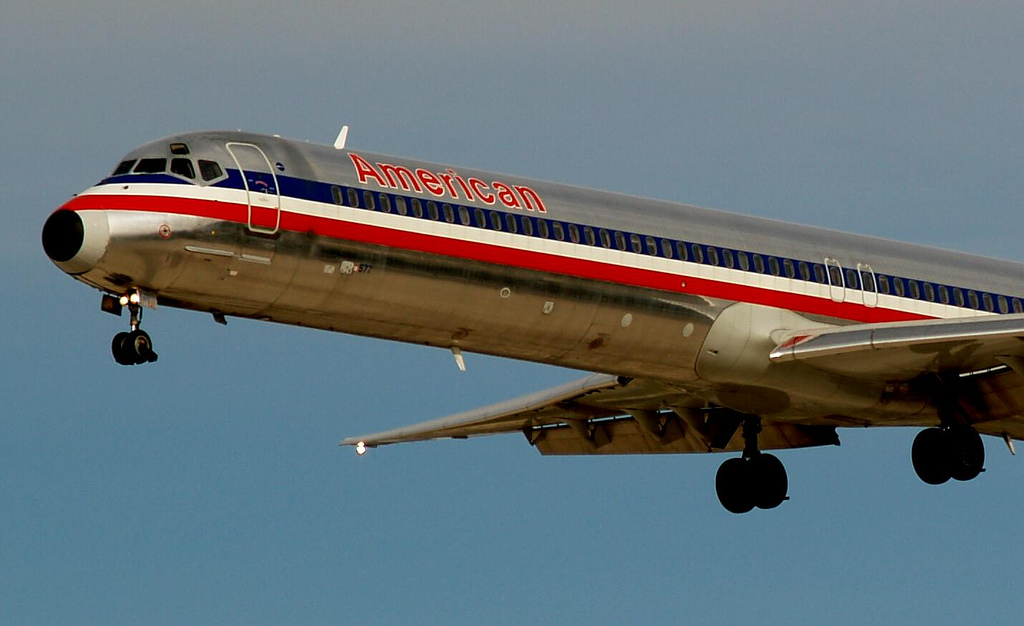
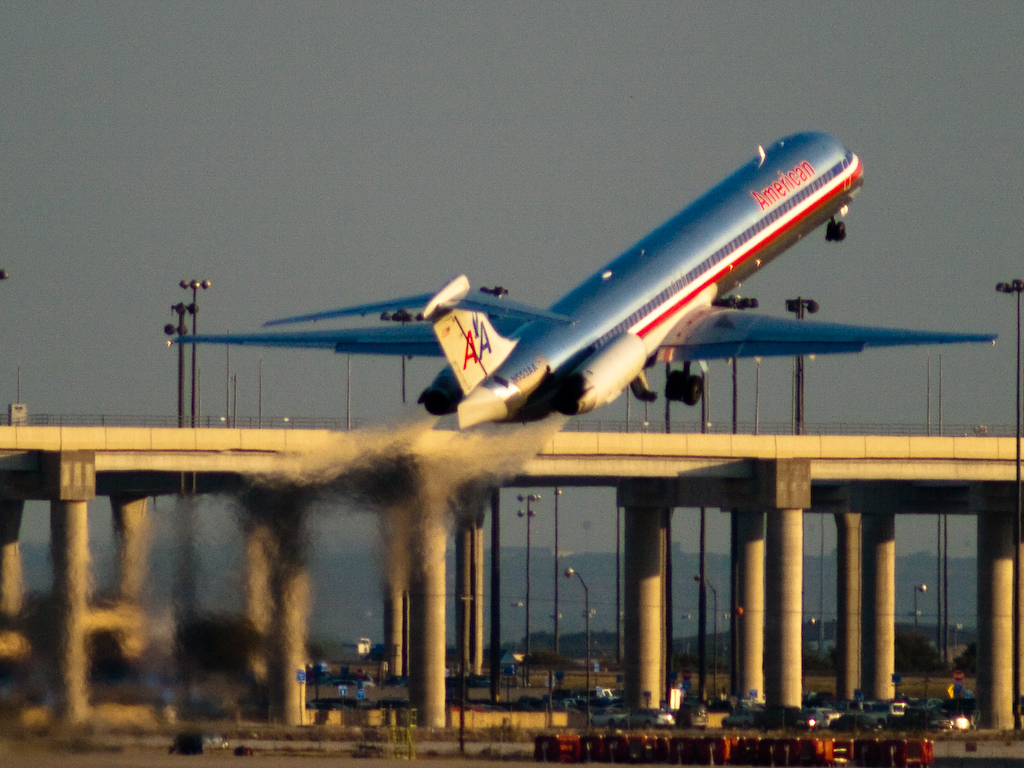
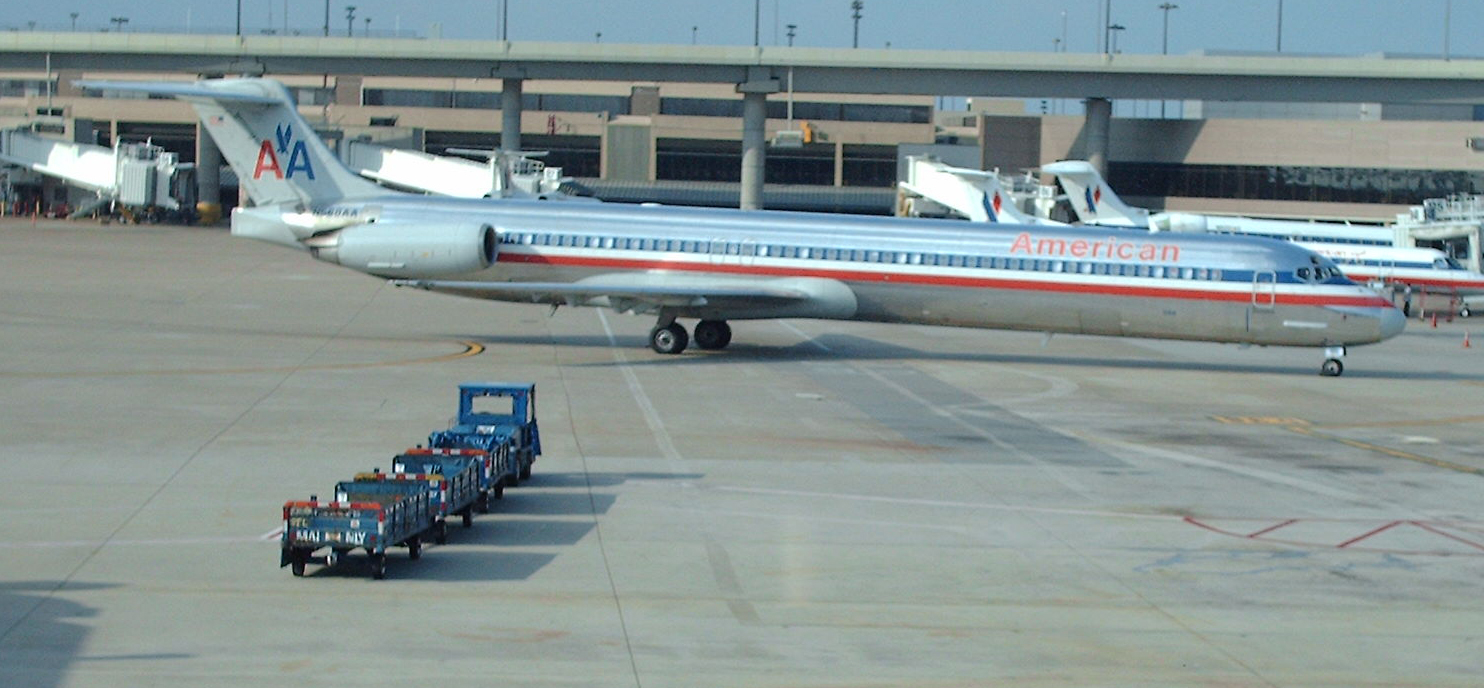
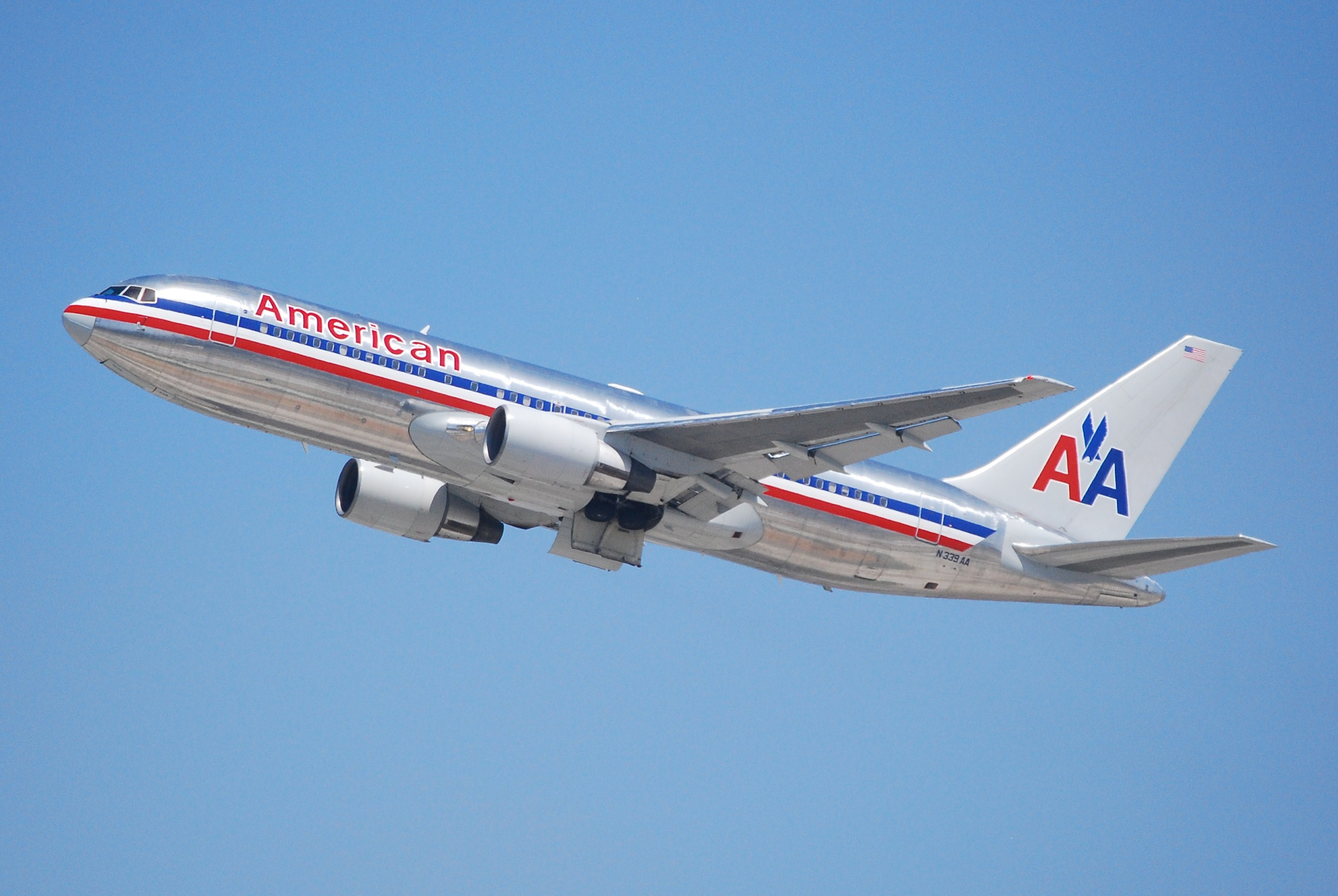
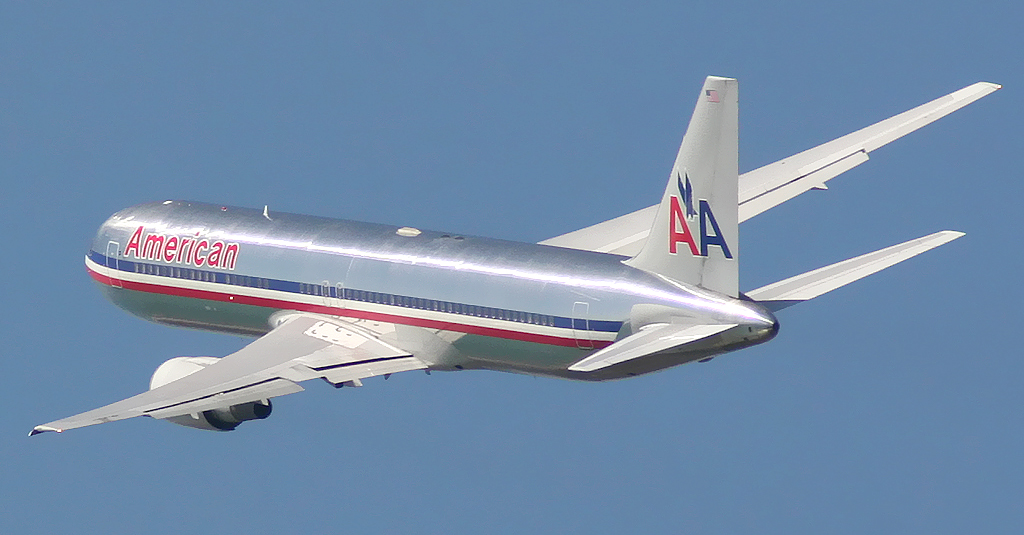
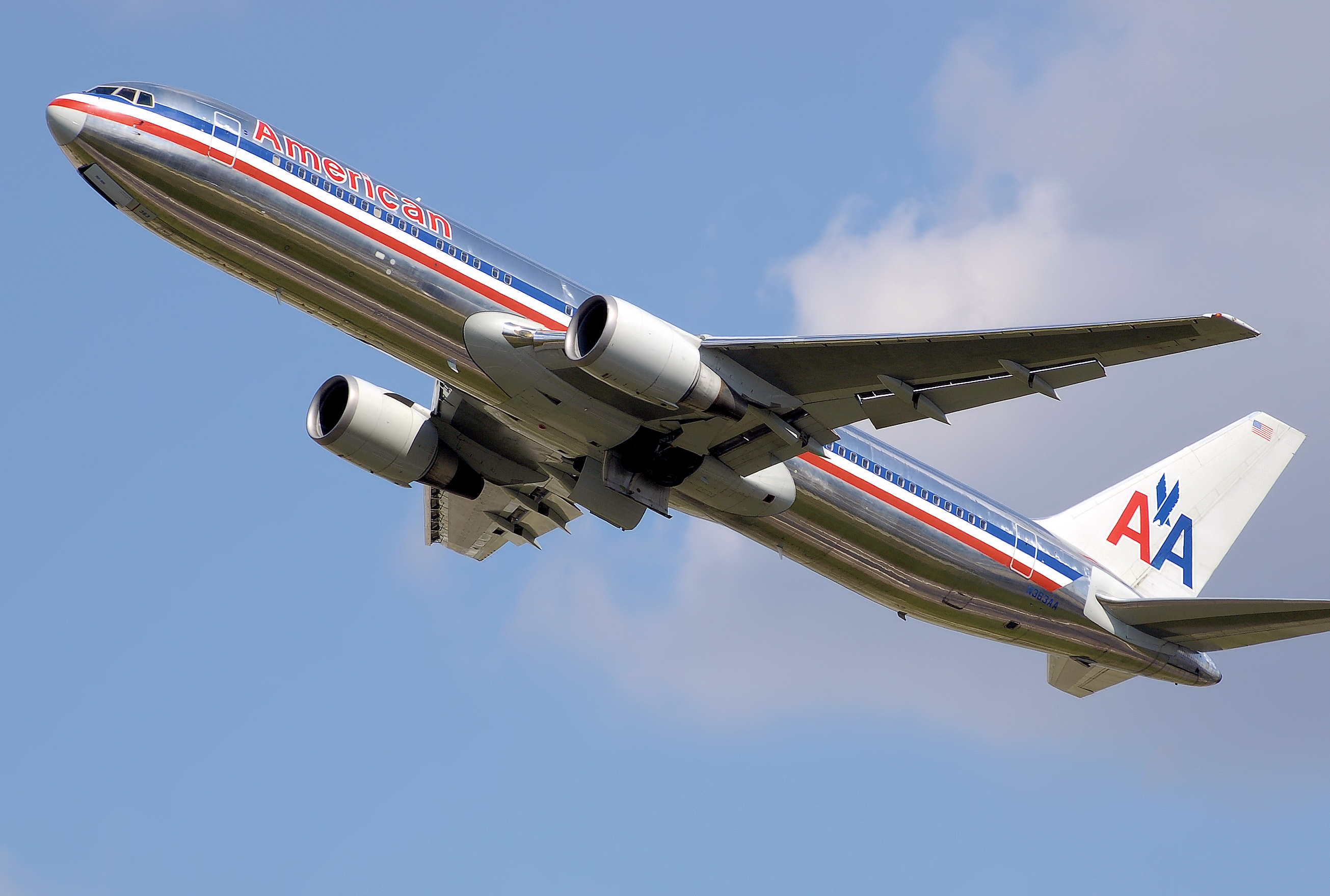
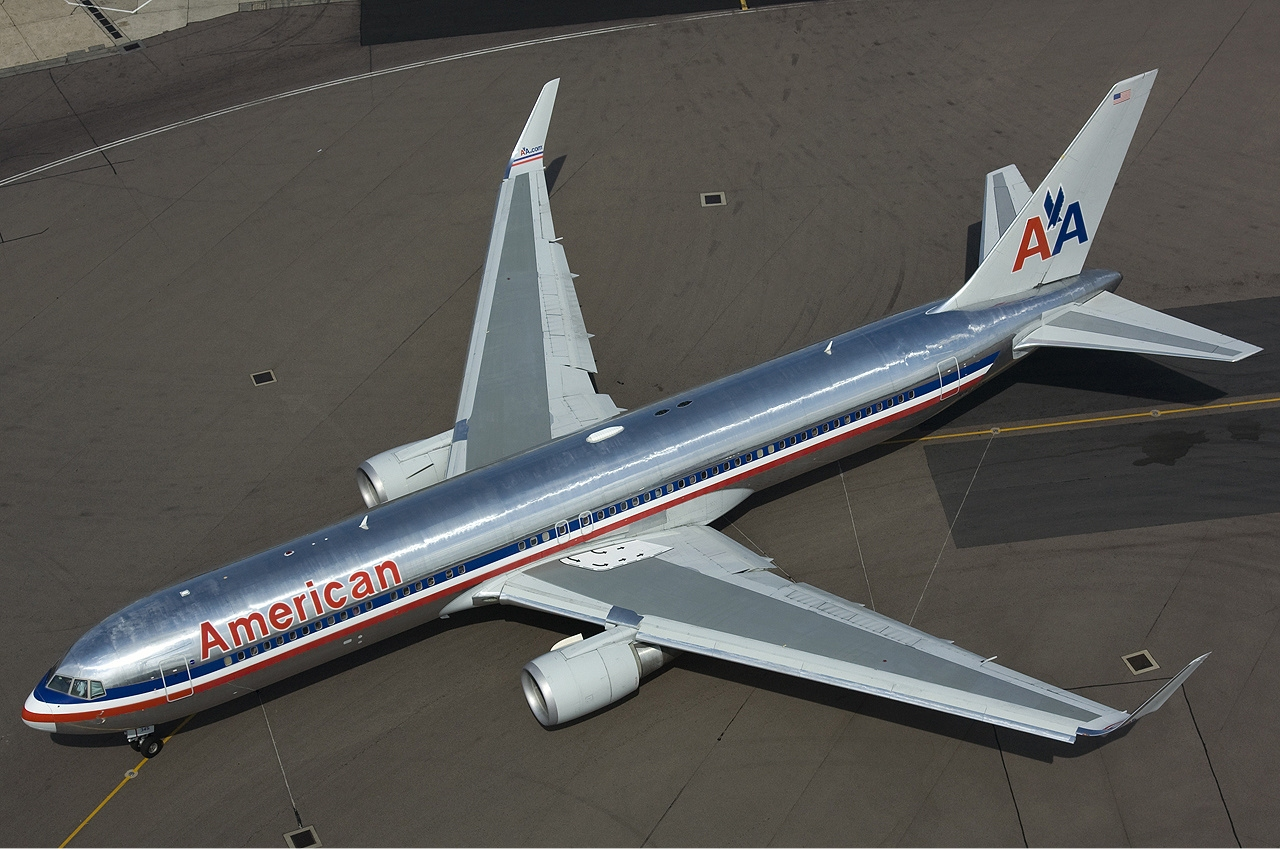
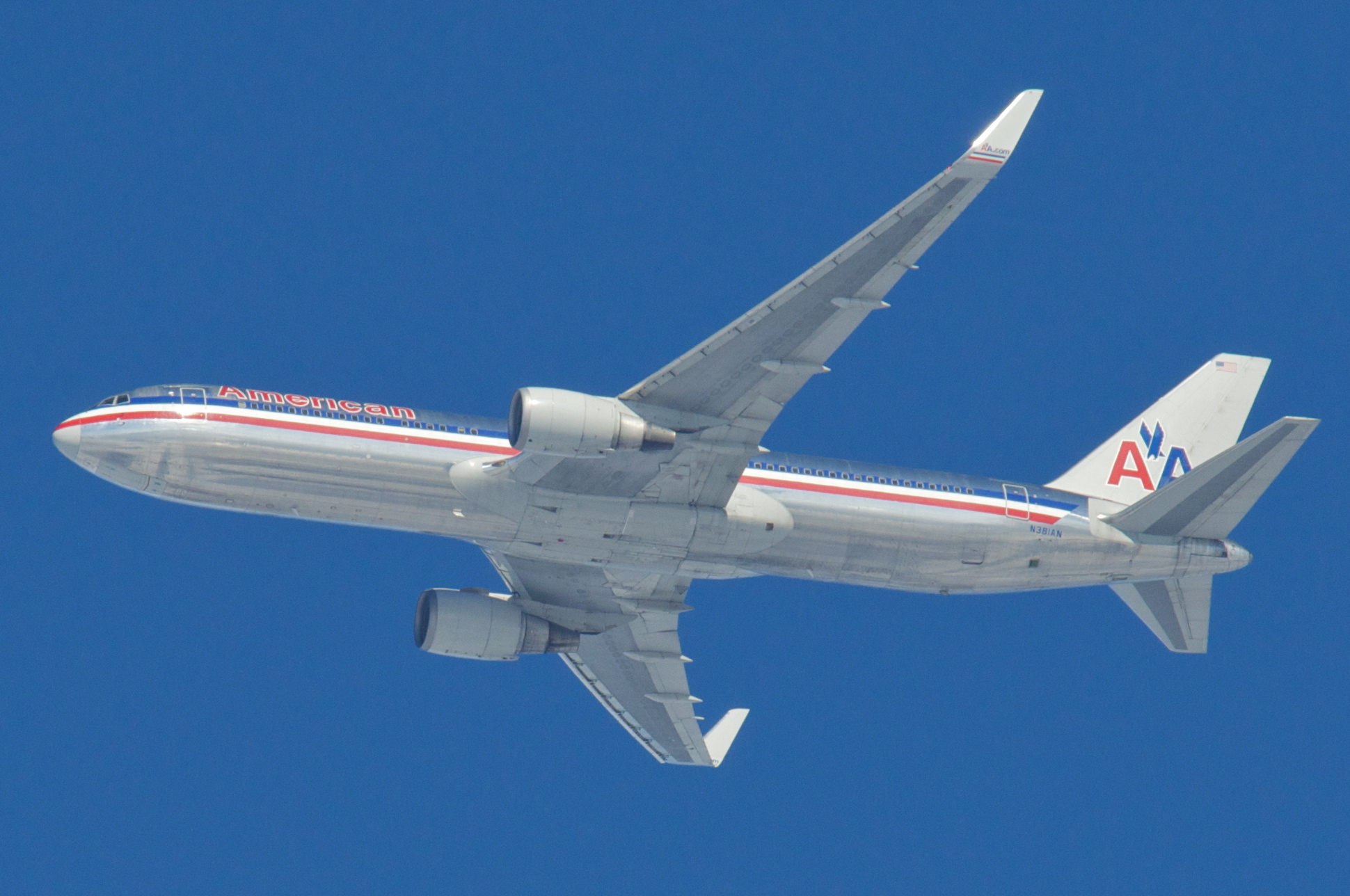
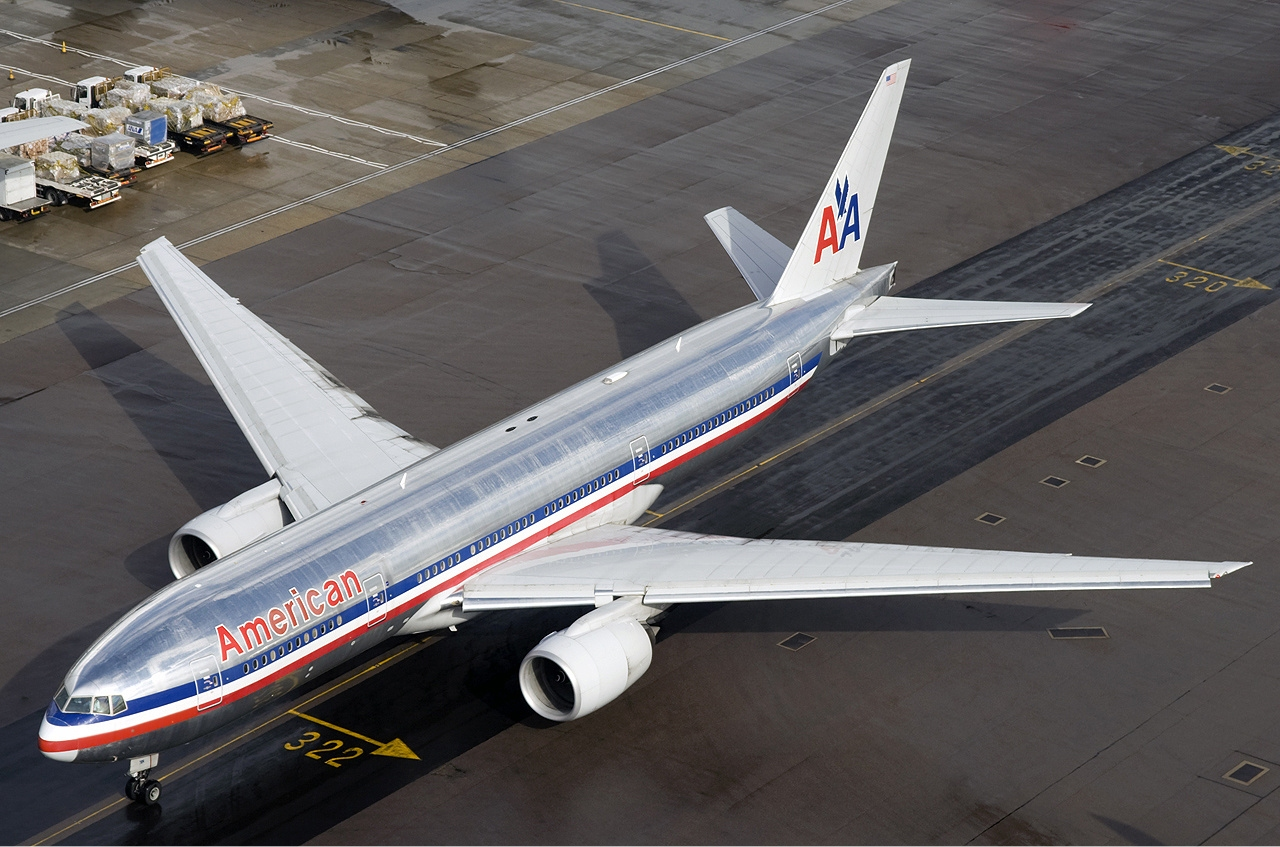